# 贴目
贴目（日语：込み）是围棋规则之一。由于先手方行棋有优势，在终局计算時，需要给予后手补贴，以抵銷先手優勢，在数目法下即为贴目。英文由日语音译为Komidashi或komi，但当代一般使用compensation points或compensation取代音译。在SGF记谱法记为KM。
在数子法下，使用还子规则。与日韩数目法规则下发展出的贴目制有差异。

## 总览
当前的日韩围棋规则中，在互先赛制的多盘比赛中先手方 （黑棋） 需要给予后手方（白棋）6.5目的补贴。 例如：即使黑棋四目获胜，但如果加上贴目，白棋也将获胜两目半。 平局在“半目”计算下，通常难以出现，对弈双方可以决出胜负。

## 历史沿革
在江户时代，围棋除了在表演场合，基本上没有贴目。当时，围棋棋手的数量很少，因此他们逐个进行了多次比赛（番棋），由此决定双方的交手棋份 。在一系列使用贴目的围棋比赛中，先手贴5目非常常见，这表明从那时起先手的优势就被认为处于这一贴目程度。 
从大正时代起到昭和时代，棋手的人数增加了，并且随着挑战赛制成为围棋界的主流赛制，一局定胜负的必要性也应运而生。 因此，在圍棋比賽中引入貼目的建議也因此出現，但這個建議迎來強烈的反对意见，反對者主張这会损害游戏的纯正性。 在本因坊头衔赛中，引入四目半贴目时许多棋士抵制，加藤信的“ 贴目围棋不是围棋”一语被报纸《 每日新聞 》收录。 （加藤积极参与了本因坊头衔争夺，在1939年开始的第一届本因坊战中，与第一个实力制本因坊头衔获得者关山利一 进入最后决赛争夺。） 
随着贴目制度的推出，围棋的性质发生了显著变化。在无贴目围棋中，黑棋以坚实着法来保持先手优势，而白棋着法较激烈。引入贴目后，情况发生了逆转，先手方（黑棋）需要进行更具侵略性的战斗，追求更高的子效才能取得领先，而后手方（白棋）则开始采取较为缓和的着法。随着头衔战数量的增加，贴目制围棋变得司空见惯，而无贴目围棋赛制仅被大手合使用。 
尽管贴目制度始于1930年代，但是黑棋在四目半赛制中更具优势，因此在1964年，日本规则宣布变更为五目半 。并非所有围棋赛都跟进了规则变化，如本因坊头衔战仍持续使用四目半贴目到1974年。此时，4目半被称为“小贴目”，5目半被称为“大贴目”。而且，在旧名人战（1975年以前的日本围棋名人战）中，贴目定为5目，如果是平局则白胜，但这种胜局较之正常的目数胜要减值。这一规定对第一期名人的决出产生了重大影响。 
但是，即便是贴5目半，黑棋的胜率仍然略高，因此韩国在2000年，中国在2001年更改了贴目。 同样在日本，2002年，过去五年中黑棋的获胜率比过去五年中白棋高51.855％，并且为了与国际围棋比赛保持一致性，每个冠军比赛的贴目逐渐变为6目半。  例如在棋圣战中，过渡到采用6目半贴目的比赛是在2004年完成的，尽管差距很小
此外，日本棋院在2003年，关西棋院在2004年，针对无贴目的大手合赛制改革已经完成。 所有的职业围棋选手都可以贴目进行比赛。 
根据日本棋院从2002年到2007年收集的6目半的围棋比赛数据，在19,702局比赛中，黑胜率为50.59％，白胜率为49.41％，黑白胜率之差小得多。

## 日本以外的贴目制度
中国大陸，韩国和美国（美国围棋协会）最初将贴目设定为仅次于日本6目半的5目半，但现在它们都被修改为更高的贴目值。 
- 根据台湾的应氏记点规则，日本7目半贴目对应8点（台灣多數比賽使用日本規則）。
- 韩国早于日本，在2000年第四届LG杯世界冠军赛中采用了六目半的规则。
- 在中国大陸，在2001年版的《中国围棋规则》中，贴目是3 + 3/4子（七目半）。
- 在美国，现在采用七目半。
- 紐西蘭規則貼七目，不避諱因奇整數貼目而增加平手機率。

中国大陸和台湾将贴目数从原来的六目半改为了七目半，因为中国的规则是根据自己的子数与地数之和（子空皆地）来确定赢或输，这是因为在大多数情况下，黑白之间的差异是奇数，因此，貼六目半和五目半之间几乎没有区别。 
美国规则有比目法跟數子法供選擇，贴目则是七目半

## 其他
- 当黑棋在棋盘上获得七目或更多领先并赢得六目半贴目后获胜时会说明是“胜出贴目”。 另一方面，如果领先优势未达到7目，则黑棋棋手为“未贴目胜出”，白棋棋手为“贴目胜出”。
- 在棋盤上，黑棋往往會比白棋多6或7目，在贴6.5目的情形下，雙方因为戰況膠著，需要為了半目争夺而进行的激烈競爭称为“半目胜负”。
- 让子棋通常不采用贴目制度。 但是，黑棋（或白棋）可能在需要决定输赢时给出半目的补贴。 另外，围棋中为了更精细地设置让子棋分，可以设置任意贴目值。
- 较让子棋差距更细微的“让先”规则下，有上手方执白棋无贴目甚至提供贴目的“反向贴目”规则[6] 。反向贴目下，棋力高者需要从下手方的不佳表现中“赢下贴目”。